# Super Bowl XL

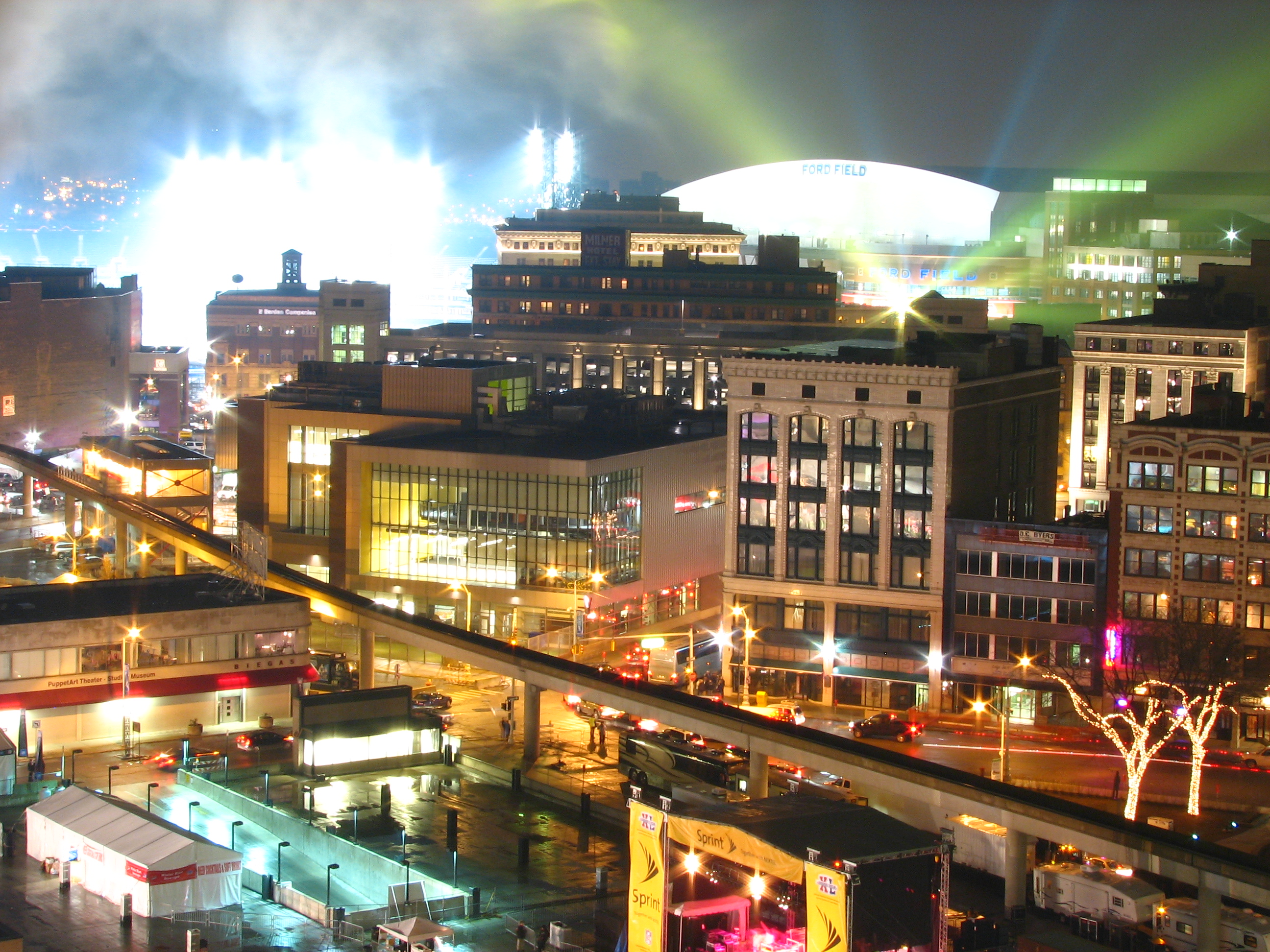
Zicht richting Ford Field op de avond van de Super Bowl XI

Super Bowl XL was de 40ste editie van de Super Bowl, een Americanfootballwedstrijd tussen de kampioenen van de National Football Conference en de American Football Conference waarin bepaald werd wie de kampioen werd van de National Football League voor het seizoen van 2005. De wedstrijd werd gespeeld op 5 februari 2006 in het stadion Ford Field in Detroit, Michigan. De Pittsburgh Steelers wonnen de wedstrijd met 21–10 van de Seattle Seahawks.

## Play-offs
Play-offs gespeeld na het reguliere seizoen.
| Geplaatste teams | Geplaatste teams                    | Geplaatste teams                    |
| Plaats           | AFC                                 | NFC                                 |
| ---------------- | ----------------------------------- | ----------------------------------- |
| 1                | Indianapolis Colts (Zuid-winnaar)   | Seattle Seahawks (West-winnaar)     |
| 2                | Denver Broncos (West-winnaar)       | Chicago Bears (Noord-winnaar)       |
| 3                | Cincinnati Bengals (Noord-winnaar)  | Tampa Bay Buccaneers (Zuid-winnaar) |
| 4                | New England Patriots (Oost-winnaar) | New York Giants (Oost-winnaar)      |
| 5                | Jacksonville Jaguars                | Carolina Panthers                   |
| 6                | Pittsburgh Steelers                 | Washington Redskins                 |

|  | Wildcard Play-offs            | Wildcard Play-offs            |                        |                      | Divisional Play-offs | Divisional Play-offs |                    |                    | NFC & AFC Championships | NFC & AFC Championships |  |  | Super Bowl XL | Super Bowl XL |
|  |                               |                               |                        |                      |                      |                      |                    |                    |                         |                         |  |  |               |               |
|  | Gillette Stadium, 7 jan.      | Gillette Stadium, 7 jan.      |                        |                      | Mile High, 14 jan.   | Mile High, 14 jan.   |                    |                    |                         |                         |  |  |               |               |
|  | Gillette Stadium, 7 jan.      | Gillette Stadium, 7 jan.      | Mile High, 22 jan.     |                      | Mile High, 14 jan.   | Mile High, 14 jan.   |                    |                    |                         |                         |  |  |               |               |
|  | Gillette Stadium, 7 jan.      | Gillette Stadium, 7 jan.      | Denver Broncos         | 27                   |                      |                      |                    |                    |                         |                         |  |  |               |               |
|  | New England Patriots          | 28                            | Denver Broncos         | 27                   |                      |                      |                    |                    |                         |                         |  |  |               |               |
|  | New England Patriots          | 28                            |                        | New England Patriots | 13                   |                      |                    |                    |                         |                         |  |  |               |               |
|  | Jacksonville Jaguars          | 3                             |                        | New England Patriots | 13                   | Denver Broncos       | 17                 |                    |                         |                         |  |  |               |               |
|  | Jacksonville Jaguars          | 3                             | RCA Dome, 15 jan.      |                      |                      | Denver Broncos       | 17                 |                    |                         |                         |  |  |               |               |
|  | Paul Brown Stadium, 8 jan.    | Paul Brown Stadium, 8 jan.    |                        | Pittsburgh Steelers  | 34                   |                      | Ford Field, 5 feb. | Ford Field, 5 feb. |                         |                         |  |  |               |               |
|  | Paul Brown Stadium, 8 jan.    | Paul Brown Stadium, 8 jan.    | Indianapolis Colts     | Pittsburgh Steelers  | 34                   | 18                   | Ford Field, 5 feb. | Ford Field, 5 feb. |                         |                         |  |  |               |               |
|  | Cincinnati Bengals            | 17                            | Indianapolis Colts     |                      |                      | 18                   | Ford Field, 5 feb. | Ford Field, 5 feb. |                         |                         |  |  |               |               |
|  | Cincinnati Bengals            | 17                            |                        | Pittsburgh Steelers  | 21                   |                      | Ford Field, 5 feb. | Ford Field, 5 feb. |                         |                         |  |  |               |               |
|  | Pittsburgh Steelers           | 31                            |                        | Pittsburgh Steelers  | 21                   | Pittsburgh Steelers  | 21                 |                    |                         |                         |  |  |               |               |
|  | Pittsburgh Steelers           | 31                            | Qwest Field, 14 jan.   |                      |                      | Pittsburgh Steelers  | 21                 |                    |                         |                         |  |  |               |               |
|  | Raymond James Stadium, 7 jan. | Raymond James Stadium, 7 jan. | Qwest Field, 22 jan.   | Qwest Field, 22 jan. |                      | Seattle Seahawks     | 10                 |                    |                         |                         |  |  |               |               |
|  | Raymond James Stadium, 7 jan. | Raymond James Stadium, 7 jan. | Qwest Field, 22 jan.   | Qwest Field, 22 jan. | Seattle Seahawks     | Seattle Seahawks     | 10                 | 20                 |                         |                         |  |  |               |               |
|  | Tampa Bay Buccaneers          | 10                            | Qwest Field, 22 jan.   | Qwest Field, 22 jan. | Seattle Seahawks     |                      |                    | 20                 |                         |                         |  |  |               |               |
|  | Tampa Bay Buccaneers          | 10                            | Qwest Field, 22 jan.   | Qwest Field, 22 jan. |                      | Washington Redskins  | 10                 |                    |                         |                         |  |  |               |               |
|  | Washington Redskins           | 17                            |                        | Seattle Seahawks     | 34                   | Washington Redskins  | 10                 |                    |                         |                         |  |  |               |               |
|  | Washington Redskins           | 17                            | Soldier Field, 15 jan. | Seattle Seahawks     | 34                   |                      |                    |                    |                         |                         |  |  |               |               |
|  | Giants Stadium, 8 jan.        | Giants Stadium, 8 jan.        |                        | Carolina Panthers    | 14                   |                      |                    |                    |                         |                         |  |  |               |               |
|  | Giants Stadium, 8 jan.        | Giants Stadium, 8 jan.        | Chicago Bears          | Carolina Panthers    | 14                   | 21                   |                    |                    |                         |                         |  |  |               |               |
|  | New York Giants               | 0                             | Chicago Bears          |                      |                      | 21                   |                    |                    |                         |                         |  |  |               |               |
|  | New York Giants               | 0                             |                        | Carolina Panthers    | 29                   |                      |                    |                    |                         |                         |  |  |               |               |
|  | Carolina Panthers             | 23                            |                        | Carolina Panthers    | 29                   |                      |                    |                    |                         |                         |  |  |               |               |
|  | Carolina Panthers             | 23                            |                        |                      |                      |                      |                    |                    |                         |                         |  |  |               |               |